# Sexy Zone LIVE TOUR 2019 PAGES
『Sexy Zone LIVE TOUR 2019 PAGES』（セクシー ゾーン ライブ ツアー 2019 ページーズ）は、Sexy Zoneの13枚目のライブビデオ。2019年8月28日にポニーキャニオンから発売。

## 概要
本作は6thアルバム『PAGES』をもとにした全国9都市コンサートツアーの映像化作品。また、松島聡が突発性パニック障害の治療に専念するため、本ツアーは不参加となる。
初回限定盤Blu-ray/DVD・通常盤Blu-ray/DVDの4形態で発売。
2020年にポニーキャニオンからユニバーサルミュージック内の新レーベル・Top J Recordsへ移籍したため、ポニーキャニオンから発売された最後の映像作品となった。

## 収録内容

### 初回限定盤
*DVD·Blu-ray共通
Sexy Zone LIVE TOUR 2019 PAGES 横浜アリーナ公演コンサート映像（2019年5月5日収録）

#### Disc.1
1. Overture
2. カラクリだらけのテンダネス
3. すっぴんKISS
4. プンププンプン
5. Hands up!
6. La Sexy Woman
7. 君にHITOMEBORE
8. 恋がはじまるよーー!!!
9. チクチクハート〜beating beating〜
10. キャラメルドリーム
11. イノセントデイズ
12. make me bright
13. Keep On - マリウス葉
14. Cocoa - 菊池風磨
15. 風景画 - 佐藤勝利
16. Because of 愛 - 中島健人
17. Don’t run away
18. Cha-Cha-Cha チャンピオン
19. King & Queen & Joker
20. Lady ダイヤモンド
21. With you
22. MC
23. Sexy Summerに雪が降る
24. Twilight Sunset
25. 君がいた夏に…
26. UNSTOPPABLE
27. Wonder Love
28. 青い恋人
29. My sweet heart My sweet love
30. ゼンゼンカンケイナイ
31. ROCK THA TOWN
32. BAD BOYS
33. CRY
34. Sexy Zone
35. ぎゅっと
36. いつまでもいつまでも

#### Disc.2
- 各メンバーソロアングル
  - La Sexy Woman
  - Twilight Sunset
  - いつまでもいつまでも

- ゼンゼンカンケイナイ　アバン映像集 [約19分収録]※初のバンド演出に挑戦？した「ゼンゼンカンケイナイ」披露前のアバン映像傑作選とコンサート中のメンバーの煽りシーンも一部厳選収録。

### 通常盤
*DVD·Blu-ray共通

#### Disc.1
初回限定盤と同じ

#### Disc.2
- Document Movie of Sexy Zone LIVE TOUR 2019 PAGES [約133分収録]

## 初回限定盤特典
1. マルチアングル各メンバーソロアングル
2. ゼンゼンカンケイナイ　アバン映像集
3. スペシャル・フォトブック（32P）
4. オリジナルトレーディングカード【ソロ4枚】セット
5. 初回限定豪華ジャケットケース※フォトアルバムをモチーフにした限定特殊仕様